# Wonder of the Seas
Wonder of the Seas (букв. «Чудо морів») — круїзний лайнер, п'ятий з класу Oasis. Належить круїзній компанії Royal Caribbean International. Будівництво лайнера розпочалося у квітні 2019-го року і завершено у 2022 році на верфі Chantiers de l'Atlantique (Франція).

## Опис
Лайнер завдовжки 362 метри, а тоннаж 236 857 т. Має 18 палуб. Це судно вміщує 5734 пасажири при двомісному розміщенні, а максимальна місткість становить 6988 пасажирів, а також 2300 членів екіпажу. Є 16 палуб для гостей, 20 ресторанів, 4 басейни та 2867 кают. 
Інфраструктура включає в себе дитячий аквапарк, дитячий ігровий майданчик, повнорозмірний баскетбольний майданчик, ковзанку, симулятор для серфінгу, зіплайн висотою 10 палуб, театр на 1400 місць, відкритий водний театр на 30 місць, платформи заввишки 9,1 м і дві стіни для скелелазіння висотою 13 м. 
Як і на всіх кораблях класу Oasis, однією з особливостей на борту є Центральний парк, який складається з понад 10 000 справжніх рослин. 
Wonder of the Seas оснащено шістьма морськими дизельними установками: двома 16-циліндровими двигунами Wärtsilä 16V46D із загальною рампою та чотирма 12-циліндровими двигунами Wärtsilä 12V46D.
Для приведення в рух Wonder of the Seas використовує три основні двигуни на азиподі потужністю 20 000 кіловат, які є електричними двигунами. Ці двигуни встановлені під кормою корабля, і кожен з них приводить у рух гвинти шириною 7 м. На додаток до трьох електричних підкермових, для стикування використовуються чотири носові підкермові пристрої, кожна з яких має потужність 5500 кіловат або 7380 кінських сил.